# Corpus cardiacum
El corpus cardiacum es una estructura importante en el sistema endocrino de los insectos. Se trata de un órgano neurohemal que se encuentra en la mayoría de los insectos, generalmente ubicado detrás del cerebro. Este órgano está compuesto por un lóbulo glandular y un lóbulo neurohemal, similar a la hipófisis en vertebrados.

## Funciones
- Almacenamiento y liberación de hormonas: El corpus cardiacum almacena productos neurosecretorios en las terminales nerviosas, los cuales son liberados posteriormente en el sistema vascular del insecto.
- Síntesis de hormonas: El lóbulo glandular del corpus cardiacum es responsable de sintetizar y liberar hormonas adipoquinéticas, que juegan un papel crucial en el metabolismo energético del insecto.
- Interacción con el cerebro: El corpus cardiacum está conectado al cerebro y recibe proyecciones nerviosas desde él. Las hormonas producidas en las células neurosecretoras del cerebro son transportadas al corpus cardiacum para su liberación en la hemolinfa.[4]

## Relación con otros órganos endocrinos
- Corpora allata: El corpus cardiacum está estrechamente relacionado con las corpora allata, otro par de glándulas endocrinas en los insectos. Mientras que el corpus cardiacum se encarga principalmente de la liberación de hormonas neurosecretoras, las corpora allata son responsables de la síntesis y liberación de la hormona juvenil, que regula el desarrollo y la metamorfosis en los insectos.
- Complejo Cerebro-Corpora Cardiaca-Corpora Allata: Este complejo es el equivalente fisiológico del eje cerebro-hipófisis en vertebrados, y su control es bastante complejo, involucrando múltiples factores cerebrales que afectan la biosíntesis y liberación de hormonas.